# Mák Pou-szim
Mák Pou-szim (麥寶嬋, jűtphing: Maak Bou-sim; pinjin: Mài Bǎochán, magyaros mandarin: Maj Pao-csan) kínai harcművész, a tajcsicsuan, az északi saolin kungfu, a hszingjicsüan, a vutangcsüan és a pakua mestere. Az elsők egyike volt, akik vusut kezdtek oktatni az Amerikai Egyesült Államokban. Fia, Donnie Yen világhírű harcművész-színész.

## Élete és pályafutása
Az általános iskolában kezdett el harcművészeteket tanulni, majd később különféle vusuiskolákban tanult és oktatói képesítést is szerzett.
1975-ben az Egyesült Államokba költözött, ahol Bostonban megalapította a Kínaivusu-kutató Intézetet. Elsőként demonstrálta a kombinált tajcsicsuant az USA-ban és ő volt az első, aki publikálta a technikát. 1984-ben az első Nemzetközi Tajcsicsuan Tornán aranyérmet szerzett. 1995-ben a Black Belt magazin az év harcművészének választotta.
Férje Klyster Yen, két gyermeke van, lánya, Chris Yen szintén harcművész, fia, Donnie Yen harcművész-filmsztár.